# معرض الرياض للسيارات
معرض الرياض للسيارات هو أحد الأحداث العالمية التي يستضيفها موسم الرياض الترفيهي في المملكة العربية السعودية، ويجري فيه استعراض مجموعة من السيارات النادرة والرياضية والتاريخية، بقيمة تتجاوز ملياري ريال سعودي، من أشهر العلامات التجارية في صناعة السيارات.

## نبذة
يعد المعرض أكبر تجمع للسيارات في الشرق الأوسط، بمساحة تصل إلى 140 ألف م2، حيث يضم أكثر من 600 سيارة فارهة ونادرة في تجمع واحد، وسط مشاركة أكثر من 50 علامة تجارية و18 مصنع سيارات.
وفي النسخة الثانية من المعرض التي أقيمت في نوفمبر 2021 ضم المعرض أغلى سيارة في العالم يتراوح سعرها ما بين 200 إلى 300 مليون ريال لندرتها، وعرضت لأول مرة في الخليج العربي أمام الزوار لتفحصها ومشاهدة محتواها، داخل قاعة vip، كما عرض عدد كبير من السيارات لأول مرة للبيع بأسعار تصل إلى 80 مليون ريال، إذ يسمح المعرض استثنائيًّا بتسجيل السيارات الرياضية والنادرة والمعدلة والكلاسيكية تسجيلًا فوريًّا، إضافةً إلى أنواع سيارات تدخل المملكة لأول مرة.

## الفعاليات
تشمل فعاليات معرض الرياض للسيارات 2021، إطلاق «فيراري سكودريا» العالمي الذي يقام من قبل المصنعين في 26 و27 نوفمبر الجاري، إضافةً إلى حضور سائقين لفريق فيراري فورميلا1، لإقامة عروض يومية حية للزوار، وكذلك وجود متحف يروي قصة صناعة سيارة «باجاني» الرياضية، وهي إحدى الشركات التي استثمر فيها صندوق الاستثمارات العامة السعودي، ويأتي ذلك بإدارة شركة «واحة السعودية» وتنظيم شركة «سفن كونكورس».
وستشهد أيام المعرض تنظيم أضخم مزاد في الشرق الأوسط للسيارات، وتدشين 3 سيارات تطلق للعالم لأول مرة من المعرض مع الكشف عن أحدث السيارات، وإعلان رسمي لأول مرة عن الطراز الجديد من سيارات سباقات فيراري بمحركها الجديد، إلى جانب تخصيص جناح تراثي يضم مجموعةً تزيد عن 150 سيارةً من السيارات الكلاسيكية والملكية، إضافة إلى تخصيص مواقع ترفيهية متنوعة ضمن مساحة المعرض.
كما تشمل فعاليات المعرض، مشاركة مصنع «باجاني» بمتحف يقام لأول مرة في العالم خارج إيطاليا، حيث يستعرض المتحف تاريخ صناعة الشركة العريق ومنطقة البلازا بتصميمها الجذاب، إضافةً إلى وجود 30 سيارةً من أندر سيارات فيراري الكلاسيكية لأول مرة في الشرق الأوسط، ومشاركة رسمية لـ18 مصنعًا للسيارات النادرة والرياضية، وإقامة مزادات علنية عالمية بإدارة شركة مزادات «سلفرستون» البريطانية.